# ツジモト・タロウ
ツジモト・タロウ（Taro Tsujimoto）は、1974年のNHLドラフトにおいてバッファロー・セイバーズに第11巡指名選手として正式にドラフトされた架空のアイスホッケー選手である。

## 概要
当時セイバーズのゼネラルマネージャーだったパンチ・イムラックは、電話によるドラフト手続きの遅さにうんざりしていたという。これは、ライバルリーグであるWHAにドラフトの結果を知られないようにするためだった。イムラックはドラフトの前半ですでに有力選手を獲得していた。そこで、NHL会長を28年間務めていたクラレンス・キャンベルとリーグに対してジョークをかますことを決め、イムラックは広報ディレクターのポール・ウィーランドに連絡をとり、架空の選手のプロフィールを作るよう命じた。
ウィーランドは、この選手はアジア出身ということにしようと考えた。ウィーランドは、学生時代にバッファローからセント・ボナベンチャー大学へニューヨーク州道16号線で通学しており、沿道の「ツジモト」という商店によく行っていたので、これを架空の選手の姓とした。2013年、ホッケーブロガーのベン・ツジモトは、最終的にイムラックが彼の祖父、地元の食料雑貨店のオーナーだったジョシュア・ツジモトに電話を掛け、その使用意図を明らかにしないまま「ツジモト」姓を使用する許可を求め、一般的な日本人の名は何であるかを尋ねたことを明らかにした。「セイバー（Sabre）」の日本語訳と一般的な日本人の人名を調べ、名は「タロウ」、チーム名は「トーキョー・カタナズ」とした。「カタナズ」は「セイバーズ」を適当に日本語訳したものである。なお、当時、日本アイスホッケーリーグ(JIHL)に東京都を代表するチームはなかった。国土計画アイスホッケー部が東京都に本拠地を移したのは1984年のことである。ちなみに、国土計画は「本当の」日本人初のNHLプレイヤーである福藤豊を送り出している。
ドラフトが第11巡になったとき、イムラックは日本アイスホッケーリーグ(JIHL)、「トーキョー・カタナズ」のセンターでスター選手の「ツジモト・タロウ」を指名した。NHLはこの指名を正式に登録し、信用ある『The Hockey News』誌をはじめあらゆる主要メディアで報道されてしまった。
当時は、NHLにおいてカナダと米国以外からも選手を獲得し始めた頃であった。スカンジナビアの選手たちは、ほぼ同時期にリーグにドラフトされるようになり始めていた。当時はソビエト連邦が国際的な強国であったが、実質的にNHLから締め出されており、そのような場所までホッケー選手のスカウトをしに行くのは普通ではなかった。このような理由で、イムラックが日本人をドラフト指名するのは、特におかしなことではなかった。
イムラックは、その年のキャンプ開始直前まで、このドラフト指名が嘘であったことを認めなかった。キャンベルはイムラックほどこの嘘のドラフト指名を面白いとは思っていなかった。NHLは結局その公式記録を正して「無効な指名」としたが、それはいくつかのNHLガイドおよびレコードブックにツジモトの名前が掲載された後のことだった。ツジモトは今もなおセイバーズ・メディアガイドのセイバーズドラフト指名選手一覧に記載されている。

## その後
「タロウ」はほどなくセイバーズファンおよびスタッフの間での内輪ネタになった。 ドラフトの後数年間、セイバーズファンはバッファロー・メモリアル・オーディトリアム（当時のホームアリーナ）で試合が敵チームのワンサイドゲームになると、“We Want Taro” のチャントを唱えた。また、「タロウ曰く...(Taro Says...)」とはじまる、敵チームや敵チームの選手を揶揄するコメントが、長年にわたって観覧席の手すりに掲げられていた。
2011年夏、トレーディングカード会社Panini Americaは、2010-11 Score Rookies＆Tradedのボックスセットにツジモト・タロウのカードを追加した。このカードには、セイバーズのユニフォームに似た青と金色のユニフォームを着て、アイスホッケーをプレイしている未確認のアジア人の写真が使われた。